# Déli gulyamadár

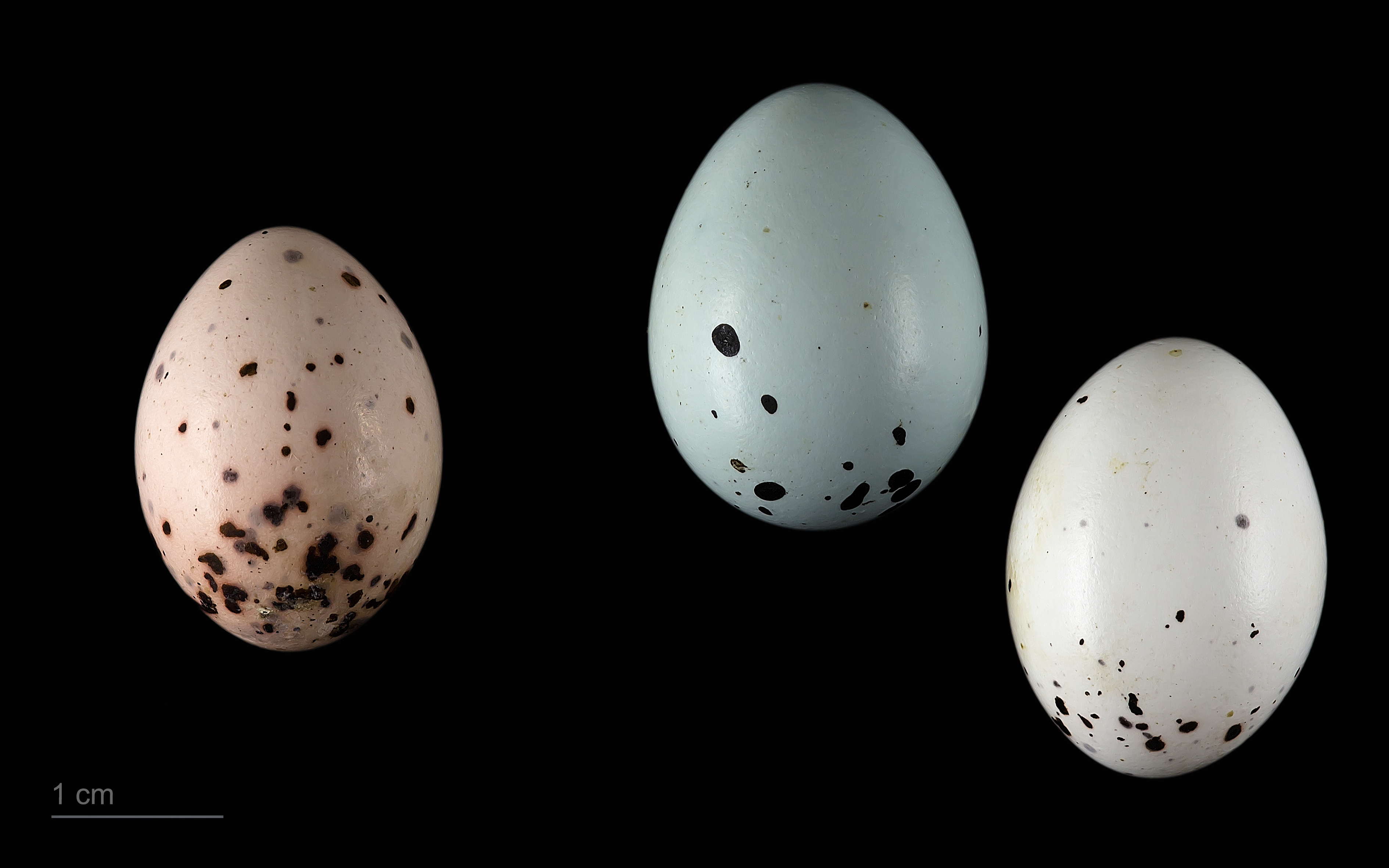
Molothrus bonariensis + Curaeus curaeus

A déli gulyamadár (Curaeus curaeus) a madarak osztályának verébalakúak (Passeriformes) rendjébe, azon belül a csirögefélék (Icteridae) családjába tartozó Curaeus nem egyetlen faja.
Magyar neve, forrással nincs megerősítve.

## Rendszerezése
A fajt Juan Ignacio Molina chilei ornitológus írta le 1782-ben, a rigófélék (Turdidae) családjába tartozó  Turdus nembe Turdus Curaeus néven.
Egyes szervezetek az atlanti gulyamadarat is a nembe sorolják Curaeus forbesi néven.

## Előfordulása
Dél-Amerika déli részén, Argentína és Chile területén honos. A természetes élőhelye mérsékelt övi erdők és cserjések,  valamint tengerpartok, szántóföldek és városi környezet. Vonuló faj.

## Alfajai
- Curaeus curaeus curaeus (Molina, 1782)
- Curaeus curaeus recurvirostris Markham, 1971
- Curaeus curaeus reynoldsi (W. L. Sclater, 1939)[2]

## Megjelenése
Testhossza 26 centiméter

## Életmódja
Rovarokkal és gerinctelen víziállatokkal táplálkozik, de fogyaszt kisebb gerinceseket, magvakat, gyümölcsöket és nektárt is.